# San Carlos (Córdoba)
San Carlos ist eine Gemeinde (municipio) im Departamento Córdoba in Kolumbien.

## Geographie
San Carlos liegt im Zentrum von Córdoba. An die Gemeinde grenzen im Norden Cereté, im Osten Ciénaga de Oro, im Süden Pueblo Nuevo und Planeta Rica und im Westen Montería.

## Bevölkerung
Die Gemeinde San Carlos hat 28.597 Einwohner, von denen 6083 im städtischen Teil (cabecera municipal) der Gemeinde leben (Stand: 2019).